# Lin Zushen
Lin Zushen (kinesiska: 林祖沈; pinyin: Lín Zǔshěn), född 1 mars 1994, är en kinesisk brottare som tävlar i fristil.

## Karriär
Lin tävlade för Kina vid olympiska sommarspelen 2020 i Tokyo, där han blev utslagen i kvartsfinalen i 86 kg-klassen.